# Литвиненко Катерина Петрівна
Катерина Петрівна Литвиненко (7 листопада 1921–25 вересня 1997, Київ, Україна) — радянська і українська акторка, Заслужена артистка України (1960), членкиня Спілки кінематографістів України. Зірка кінострічки «Доля Марини», номінованої на гран-прі 7-го Канського міжнародного кінофестивалю, що викликала ажіотаж, і Катерину Литвиненко вітали Жан Кокто, Пабло Пікассота Фернан Леже.

## Біографія
Народилась 7 листопада 1921 року в с. Сухий Хутір, Дніпропетровської області. Батько — Литвиненко Петро Якович, з селян. Мати — Гординська Варвара Прокопівна. Катерина Литвиненко закінчила Дніпродзержинську середню школу № 16. Працювала у театрах Дніпродзержинська, Пскова, Мукачева, Молотовська (зараз Северодвинськ), Одеси.
В 1953 році на кіностудії им. А. П. Довженко режисерами Ісаком Шмаруком і Віктором Івченко була знята стрічка «Доля Марини», де Катерина Литвиненко виконала свою першу в кіно й одразу головну роль — Марини, простої колгоспниці. В 1954 році цей фільм було номіновано на гран-прі 7-го Канського міжнародного кінофестивалю, де картина і персонажка Литвиненко викликали в пресі численні захоплені відгуки, а делегація СРСР з цього приводу знаходилась у центрі загальної уваги.
Катерину Литвиненко вітали Жан Кокто, Пабло Пікассо, Фернан Леже. Демонстрація стрічки викликала непідробну цікавість публіки: молодій акторці довелося цілу годину діставатись з Палацу фестивалю до готелю, що знаходився в двох сотнях метрів.
Французькі газети писали наступного дня: «Це була жінка надзвичайної простоти, мало властивої зіркам світового кіно, осяйної вроди без прикрас і абсолютної природності в поведінці. Та все це було нічим у порівнянні з тим величезним успіхом, що прийшов до неї увечері після перегляду „Долі Марини“, незабутнім втіленням якої вона є. Досі рекорд автографів належав Джині Лолобріджиді. Катерина Литвиненко побила його 2-го квітня».
До складу радянської делегації на 7-му Канському фестивалі входили Г. Александров, Л. Орлова, С. Юткевич, А. Хорава, К. Литвиненко, К. Лучко. Піcля показу фільму делегація була запрошена в помешкання Пабло Пікассо.
На початку 1955 року на запрошення Гната Петровича Юри Катерина Литвиненко стала акторкою Київського українського драматичного театру імені І. Франка.
В колектив франківців Литвиненко прийшла вже досвідченою мисткинею з чималим творчим вантажем. Були виконані десятки провідних ролей сучасної і класичної драматургії.
В Tеатрі ім і. Франка Катерина Литвиненко зіграла в багатьох п'єсах Олександра Корнійчука: « Банкір», « Чому посміхалися зорі», « Над Дніпром», «Сторінка щоденника», «Мої друзі». Артистка створила яскраві образи Марусі («Ой, не ходи, Грицю» М. Старицького), Маври (« У неділю рано зілля копала» О. Кобилянської), Варки (« Безталанна» і. Карпенка-Карого), інгігерди («Ярослав Мудрий» і. Кочерги).
Багато хто запам'ятали Катерину Литвиненко в ролях Гонерільї — «Король Лір» В. Шекспіра, леді Патерсон — «Острів Афродіти» А. Парніса, Дорімени — «Міщанин-Шляхтич» Ж.-Б. Мольєра.
Серед ролей акторки, які запам'яталися надовго — Клеопатра з вистави « Чому посміхалися зорі» О. Корнійчука. Про виконання ролі Клеопатри акторка свого часу сказала і написала достатньо багато.
За свою творчу кар'єру Катерина Литвиненко виконала біля 120 ролей в театрі і кіно.
В 1959—1969 роках український художник Ісак Тартаковський написав два портрети Катерини Литвиненко. Один із них знаходиться в колекції Херсонського художнього музею ім. А. Шовкуненка, другий — у сімейній колекції.
Акторка була одружена з Романом Миколайовичем Терещенком,  заслуженим працівником культури УРСР, перекладачем, членом Спілки журналістів та Спілки письменників України.
Померла в Києві 25 вересня 1997 року.

Могила Катерини Литвиненко

Похована на Байковому кладовищі (ділянка № 1).
В 2012 році в Києві на будинку по вулиці Архітектора Городецького, 4, де деякий час мешкала Катерина Литвиненко, встановлена меморіальна дошка, скульптор Ю. Кісельов.

## Фільмографія
Знялась у фільмах:
- «Доля Марини» (1953, Марина)
- «Є такий хлопець» (1956, Єлизавета Дмитрівна),
- «Загін Трубачова бореться» (Оксана)
- «Суєта» (1956, Явдоха)
- «Кров людська — не водиця» (1960)
- «Дмитро Горицвіт» (1961, Докія)
- «Українська рапсодія» (1961, епіз.)
- «Дума про Британку» (1969, епіз.)
- «Наш спільний друг» (Озорнова)
- «Свіччине весілля» (1962, т/ф, Гільда)
- «Чому посміхалися зорі» (Клеопатра)
- «Сторінка щоденника» (Магдалена Романівна)
- «Прості турботи» (голова колгоспу)
- «Дивитися в очі» (Тетяна) та інших.